# Roue Tifine
La roue Tifine est une roue à aubes qui fut installée le long du Cailly (rivière qui prend sa source à Cailly et se jette dans la Seine à Rouen) sur la commune de Maromme (Seine Maritime, France). Construite en 1850 sous l'impulsion d'Étienne Dutuit, elle est la survivante d'un ensemble de deux roues à aubes produisant une puissance mécanique de 40 chevaux destiné à alimenter l'usine voisine,.
En 1947, une des deux roues à aubes est démontée pour laisser la place à une turbine Kaplan qui produira de l'électricité pour l'usine jusqu'en 2016, date de déménagement des établissements Tifine.
Restaurée entre 1985 et 1990 par le centre de formation continue du bâtiment de Déville-Lès-Rouen et par le lycée d'enseignement professionnel de Déville-Lès-Rouen (et financée par les villes de Maromme et de Déville-Lès-Rouen), la roue est remise en eau en 1990.
En 2016, à la suite du départ des derniers propriétaires des locaux, devenus avec le temps insalubres, et dans un souci de protection du patrimoine, la roue est cédée à la ville de Maromme qui s'engage à la restaurer afin de conserver l'héritage industriel de la vallée du Cailly.
Elle est aujourd'hui exposée à l'entrée de la ville de Maromme en contrebas de la côte de la Valette.

## Histoire
La roue Tifine est aujourd’hui le dernier vestige de l’histoire du site industriel de la sente aux loups. Industrialisé depuis la révolution française, le site s’est développé autour de la rivière grâce à l’énergie mécanique : simple moulin à papier, roue à aubes et turbine électrique se sont succédé sur le site pour exploiter cette puissance.
Renommée au fil du temps et de différents propriétaires, l’histoire de la roue débute en 1790 lorsque la famille Lefrancois rachète à la famille Duval le terrain de la sente aux loups, sur lequel étaient alors installés 3 moulins servant à la production de papier.
La famille Lefrancois ambitionnait la construction d’une fonderie et installa sur ce terrain en 1790 un premier laminoir à tôle, permettant la fabrication de planche de cuivre. Les diverses applications permirent à la fonderie de Maromme de diversifier son offre et l’usine se vit fabriquer divers produits allant de la simple planche destinée au renfort des bateaux, jusqu’aux canons en bronze et même la production de flans en cuivre ou en bronze destinés à être coupés et frappés à l’hôtel des monnaies de Rouen. Certaines pièces, dites « monnaies de confiance » furent même frappées directement à la Fonderie de Maromme lors de pénuries de monnaie.
La fonderie de Maromme, qui emploie alors plus de 200 personnes, compte alors :
- 4 fourneaux à réverbère ;
- 19 forges réparties en 7 ateliers pour la production de ferrures de renfort d’affûts ;
- 1 atelier de charronnage destiné à la production de caissons (chariots ou fourgons à chevaux pour le transport de munitions) ;
- 3 fours pour la chauffe des pièces destinées au laminoir ;
- Au moins 1 laminoir.

La baisse des activités contraint la famille Lefrancois à céder aux fonderie Romilly la fonderie de Maromme en 1798. Celle-ci, désireuse de faire cesser l’activité d’un concurrencent dangereux, maintiendra le site en sommeil pendant 5 ans.
En 1803, Jean Baptiste Pinel, rachète le site pour 70 000 F avec l’intention d’y bâtir une grande filature, exploitant la puissance de la rivière afin d’alimenter les nouvelles machines à filer développées en Angleterre. Il fait démolir les iles de l’ancienne fonderie et rachète la rive gauche aval de la rivière.
Il fait bâtir un bâtiment de 11 mètres de large et de 65 mètres de long chevauchant la rivière avec en son centre deux roues à aubes de 3.5 mètres de large et 4 mètres de diamètre. En 1808, une des deux roues est remplacée par une roue plus grande de 4.8 mètres de diamètre. Ces deux roues, alors situées à l’intérieur des bâtiments seront en fonctionnement jusqu’en 1849.
Le fonctionnement de la filature repose sur un système de transmission à courroie entre les 4 étages de l’usine. Des arbres de transmission traversent l’usine de part en part pour alimenter les différentes machines.
La filature Pinel accueillera plusieurs hôtes de marque durant son histoire :
- L’impératrice Marie Louise en 1813
- Le Duc de Berry en 1814
- Le Duc d’Angoulême en 1817

En 1821, la filature Pinel est vendue à Pierre Etienne Dutuit. En 1850, il entreprend le remplacement des roues pour améliorer le rendement. Ces nouvelles roues sont positionnées hors de l’usine afin d’agrandir leurs diamètres : elles atteignent ainsi 7 mètres de diamètre et développent une puissance de 40 chevaux. La transmission passe désormais par des engrenages métalliques multipliant ainsi la vitesse.
La filature est ainsi utilisée par la famille Dutuit puis Gresland avant d’être vendue à la famille Colbeck en 1876. Celle-ci y pratique l’effilochage de laine et de coton. En 1932, l’usine est rachetée par Edmond Jules Tifine qui y installe son activité de mécanique. Certains bâtiments de l’usine menaçant de s’effondrer sont alors démolis et deux étages de l’usine principale sont démontés.
L’activité de l’usine débute alors avec notamment la construction de sonnettes et moutons destiné au plantage de pieux. En 1947, l’une des deux roues à aubes laisse sa place à une turbine Kaplan exploitant les 1.6 mètre de chute d’eau, elle permettra la production d’électricité d’abord pour alimenter les machines puis uniquement à des fins d’éclairage et de chauffage.
En 1971, des travaux de voirie laissent à nouveau apparaitre la roue motivant une éventuelle restauration. En 1984, sous l’impulsion de l’historien Alain Alexandre et de Gilbert Tifine, les villes de Maromme et Deville les Rouen s’associent pour la remise en état de la roue qui sera confié notamment à l’actuel lycée Bernard Palissy.
La roue est remise en eau le 12 septembre 1990 et est inaugurée un an plus tard le 17 septembre 1991.
Les établissements Tifine continuèrent leurs activités sur le site historique jusqu’en 2015 date à laquelle ils déménagèrent sur un nouveau site.
Le bâtiment de l’ancienne filature, devenu insalubre, est détruit en 2020. La roue est quant à elle cédée à la ville de Maromme, qui s’engage à la restaurer afin qu’elle continue à témoigner du passé industriel de la vallée du Cailly.
Elle est aujourd’hui exposée en contrebas de la côte de la Valette, à l’entrée de la vallée.